# Natalija Gros
Natalija Gros (Kranj, Yugoslavia, 29 de noviembre de 1984) es una deportista eslovena que compitió en escalada, especialista en las pruebas de dificultad y bloques.
Ganó dos medallas en el Campeonato Europeo de Escalada, oro en 2008 y plata en 2004. Además, consiguió una medalla de plata en los Juegos Mundiales de 2005.

## Palmarés internacional
| Campeonato Europeo | Campeonato Europeo | Campeonato Europeo | Campeonato Europeo |
| Año                | Lugar              | Medalla            | Prueba             |
| ------------------ | ------------------ | ------------------ | ------------------ |
| 2004               | Lecco (Italia)     | Medalla de plata   | Dificultad         |
| 2008               | París (Francia)    | Medalla de oro     | Bloques            |